# Aïn Bessem
Aïn Bessem är en ort i Algeriet. Den ligger i provinsen Bouira, i den norra delen av landet, 80 km sydost om huvudstaden Alger. Aïn Bessem ligger 677 meter över havet och antalet invånare är 29 461.
Terrängen runt Aïn Bessem är platt västerut, men österut är den kuperad. Runt Aïn Bessem är det ganska tätbefolkat, med 155 invånare per kvadratkilometer. Närmaste större samhälle är Sour el Ghozlane, 16,2 km söder om Aïn Bessem. Trakten runt Aïn Bessem består till största delen av jordbruksmark.